# Akodésséwa
Akodésséwa est une ville du Togo, située dans la région maritime. Comprise dans l'agglomération de Lomé, capitale du Togo, à l'est de la ville à huit kilomètres du centre ville, c'est une ville commerciale.
On y trouve une des gares routières de Lomé.
Akodésséwa est surtout connu pour son grand marché des féticheurs où on trouve tout sortes de fétiches, de gongons et gris-gris, évidemment très liés avec le culte du vaudou.